# 里澜城站
里澜城站位于中华人民共和国河北省廊坊市永清县里澜城镇，建于1996年。距北仓站54公里，距霸州站24公里。现为四等站。车站办理货运业务：办理整车货物发到。